# Elvin Jones
Elvin Ray Jones (9 de setembro de 1927–18 de maio de 2004) foi um dos mais influentes bateristas de jazz da era pós-bop. Serviu o exército entre 1946 e 1949, tocando posteriormente na banda de Billy Mitchell em Detroit. Mudou-se para Nova Iorque em 1955, trabalhando como sideman para Charles Mingus, Teddy Charles, Bud Powell e Miles Davis.
De 1960 a 1966 foi membro do quarteto de John Coltrane, participando de álbuns como A Love Supreme. Após trabalhar com Coltrane, Jones liderou vários grupos, alguns sob o nome "The Elvin Jones Jazz Machine". Gravou com seus dois irmãos, os músicos de jazz Hank Jones e Thad Jones. No final de sua carreira, trabalhou com alguns artistas de jazz contemporâneos, como Bill Frisell.
Morreu em 18 de maio de 2004 em Englewood, New Jersey, vítima de ataque cardíaco.

## Discografia

### Como líder
| Ano  | Álbum                   | Co-líder         | Selo                |
| ---- | ----------------------- | ---------------- | ------------------- |
| 1961 | Together!               | Philly Joe Jones |                     |
| 1961 | Elvin Jones & Company   | N/A              |                     |
| 1961 | Elvin!                  | N/A              |                     |
| 1963 | Illumination            | Jimmy Garrison   | Impulse!            |
| 1965 | And Then Again          |                  | Atlantic            |
| 1965 | Dear John C.            | N/A              | Impulse!            |
| 1967 | Heavy Sounds            | Richard Davis    | Impulse!            |
| 1968 | Puttin' It Together     | N/A              | Blue Note Records   |
| 1969 | Polycurrents            | N/A              | Blue Note Records   |
| 1970 | Coalition               | N/A              | Blue Note Records   |
| 1971 | Genesis                 | N/A              | Blue Note Records   |
| 1972 | Live At The Light House | N/A              | Blue Note Records   |
| 1973 | At This Point In Time   | N/A              | Blue Note Records   |
| 1975 | Mr. Thunder             | N/A              | East West Records   |
| 1982 | Brother John            | N/A              | Quicksilver Records |
| 1992 | Youngblood              | N/A              | Enja Records        |
| 2004 | The Truth               | N/A              | Half Note           |

### Como sideman
| Ano  | Álbum                                        | Líder                      | Selo             |
| ---- | -------------------------------------------- | -------------------------- | ---------------- |
| 1955 | Blue Moods                                   | Miles Davis                | Prestige Records |
| 1956 | Farmer's Market                              | Art Farmer                 | New Jazz         |
| 1957 | Paul Chambers Quintet                        | Paul Chambers              | Blue Note        |
| 1957 | Live at the Village Vanguard                 | Sonny Rollins              | Blue Note        |
| 1959 | Sketches of Spain                            | Miles Davis                | Columbia         |
| 1960 | Coltrane Plays the Blues                     | John Coltrane              | Atlantic         |
| 1960 | Coltrane's Sound                             | John Coltrane              | Atlantic         |
| 1960 | My Favorite Things                           | John Coltrane              | Atlantic         |
| 1961 | Olé Coltrane                                 | John Coltrane              | Atlantic         |
| 1961 | África/Brass                                 | John Coltrane              | Impulse!         |
| 1961 | Live at the Village Vanguard                 | John Coltrane              | Impulse!         |
| 1961 | Into Something                               | Yusef Lateef               | New Jazz         |
| 1961 | Motion                                       | Lee Konitz                 | Verve            |
| 1962 | Ready For Freddie                            | Freddie Hubbard            | Blue Note        |
| 1962 | Ballads                                      | John Coltrane              | Impulse!         |
| 1962 | Coltrane                                     | John Coltrane              | Impulse!         |
| 1962 | Inception                                    | McCoy Tyner                | Impulse!         |
| 1963 | Today and Tomorrow                           | McCoy Tyner                | Impulse!         |
| 1963 | Impressions                                  | John Coltrane              | Impulse!         |
| 1963 | John Coltrane and Johnny Hartman             | Coltrane, Johnny Hartman   | Impulse!         |
| 1963 | Live at Birdland                             | John Coltrane              | Impulse!         |
| 1964 | Crescent                                     | John Coltrane              | Impulse!         |
| 1964 | A Love Supreme                               | John Coltrane              | Impulse!         |
| 1964 | Judgment!                                    | Andrew Hill                | Blue Note        |
| 1964 | Stan Getz and Bill Evans                     | Stan Getz, Bill Evans      | Verve            |
| 1964 | Bob Brookmeyer and Friends                   | Bob Brookmeyer             | Verve            |
| 1964 | Night Dreamer                                | Wayne Shorter              | Blue Note        |
| 1964 | JuJu                                         | Wayne Shorter              | Blue Note        |
| 1964 | Speak No Evil                                | Wayne Shorter              | Blue Note        |
| 1964 | Plays Duke Ellington                         | McCoy Tyner                | Impulse!         |
| 1964 | Matador                                      | Grant Green                | Blue Note        |
| 1964 | Street of Dreams                             | Grant Green                | Blue Note        |
| 1964 | Solid                                        | Grant Green                | Blue Note        |
| 1964 | "Talkin' About!"                             | Grant Green                | Blue Note        |
| 1964 | In 'N Out                                    | Joe Henderson              | Blue Note        |
| 1964 | Inner Urge                                   | Joe Henderson              | Blue Note        |
| 1964 | Into Somethin'                               | Larry Young                | Blue Note        |
| 1965 | Unity                                        | Larry Young                | Blue Note        |
| 1965 | Rip, Rig and Panic                           | Roland Kirk                | Limelight        |
| 1965 | I Want to Hold Your Hand                     | Grant Green                | Blue Note        |
| 1965 | The John Coltrane Quartet Plays              | John Coltrane              | Impulse!         |
| 1965 | Transition                                   | John Coltrane              | Impulse!         |
| 1965 | First Meditations                            | John Coltrane              | Impulse!         |
| 1965 | Sun Ship                                     | John Coltrane              | Impulse!         |
| 1965 | Meditations                                  | John Coltrane              | Impulse!         |
| 1965 | One Down, One Up: Live at the Half Note      | John Coltrane              | Impulse!         |
| 1966 | Live In Seattle                              | John Coltrane              | Impulse!         |
| 1966 | East Broadway Rundown                        | Sonny Rollins              | Impulse!         |
| 1966 | Blue Spirits                                 | Freddie Hubbard            | Blue Note        |
| 1967 | The Lee Konitz Duets                         | Lee Konitz                 | Milestone        |
| 1967 | The Real McCoy                               | McCoy Tyner                | Blue Note        |
| 1970 | Extensions                                   | McCoy Tyner                | Blue Note        |
| 1975 | Trident                                      | McCoy Tyner                | Milestone        |
| 1976 | Together                                     | Oregon                     | Vanguard         |
| 1987 | But Beautiful                                | Lew Soloff                 | King Records     |
| 1995 | After the Rain                               | John McLaughlin            | Verve            |
| 1999 | Jones for Elvin - Volume 1                   | Steve Griggs               | Hip City Music   |
| 1999 | Jones for Elvin - Volume 2                   | Steve Griggs               | Hip City Music   |
| 2001 | Bill Frisell with Dave Holland & Elvin Jones | Bill Frisell, Dave Holland | Nonesuch         |